# Po de Volano

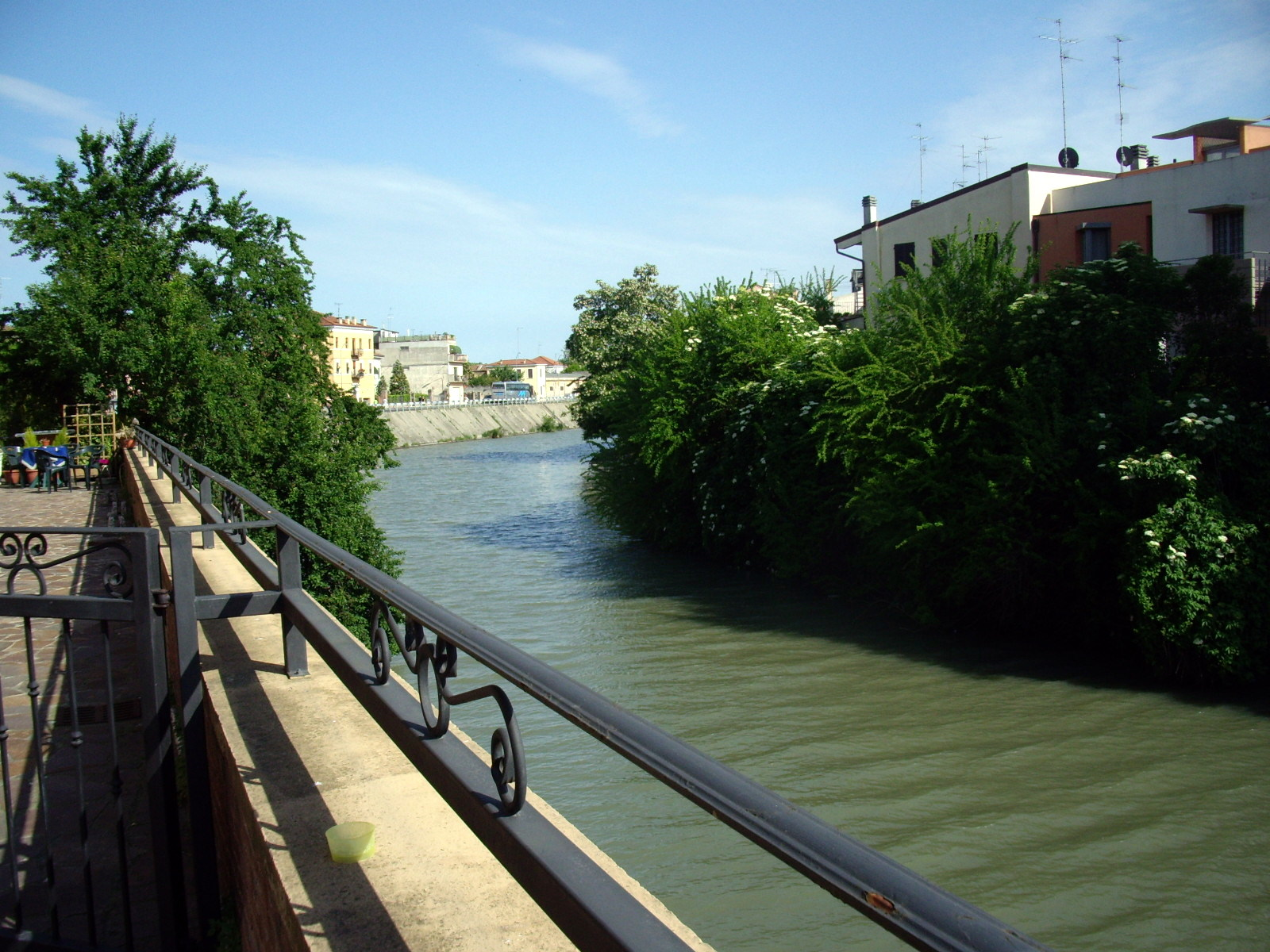
El Po de Volano al seu pas per Ferrara

El Volano, també anomentat Po de Volano (Po di Volano en italià) és una branca del delta del riu Po, que se separa del curs principal a Stellata i passa per Ferrara, camí de la mar Adriàtica amb una boca a l'estuari després de Codigoro al Lido Volano.
Efectivament, a la zona de Stellata, el riu Po es divideix en tres branques: El Po principal (al nord de Ferrara), des de Ferrara el Po di Volano i el Po di Primaro (o Primaro o Po morto di Primaro), per formar el Delta del Po. El Po di Primaro desemboca al mar cap al nord de Ravenna després d'haver passat per la ciutat d'Argenta.
El Po principal se subdivideix més endavant en cinc braços principals : el Po de Maistra, el Po de Pila, el Po de Tolle, el Po de Gnocca i el Po de Goro. I desemboca al mar Adriàtic a prop de Porto Tolle. El delta del Po, pel seu gran valor ambiental, ha estat declarat Patrimoni de la Humanitat per la UNESCO.

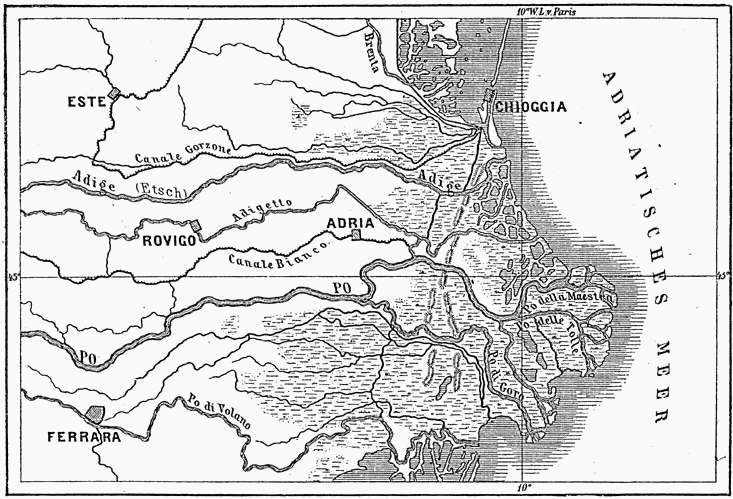
Po de Volano en el Delta del Po, a la part inferior de la imatge

En l'època medieval el Po de Volano era el curs principal del riu Po fins al 1152, quan el riu va trencar la presa septentrional en la unió dels braços, que prevenia inundacions, a Ficarolo (província de Rovigo, a 20 km a l'oest de Ferrara). Amb aquest canvi de direcció, la zona septentrional que s'havia estabilitzat just llavors, va seguir el seu avenç cap al mar, accentuat per la perforació de «porto Viro» el 1604 (en dos segles la desembocadura del Po de Goro va avançar 20 km, és a dir 83 metres per any).